# Парламентські вибори в Грузії 2008
Парламентські вибори в Грузії 2008 року  відбулися 21 травня. Обиралося 150 депутатів Парламенту на чотирирічний термін

## Передвиборний процес
Передвиборний процес, головним чином була контролювалися в Парламентській асамблеї Ради Європи (ПАРЄ), а також кілька місцевих контролерів. Спостерігачі ПАРЄ повідомили "мало або взагалі ніяких поліпшень" у політичному кліматі, так як 5 січня президентських виборів, який пройшов у напруженій період після політичної кризи в листопаді 2007 року і призвело до переобрання Михайла Саакашвілі на його другий термін. Місія спостерігачів зазначив, що "політичний клімат по - , як і раніше домінує відсутність довіри і відсутність конструктивного діалогу між владою і опозицією", одним з результатів цієї істоти "провалу реформи виборчої системи, що влада і опозиція узгодженої на в період після подій в листопаді 2007 року". 
Поправки до Виборчого кодексу, прийнятий парламентом у березні 2008 року взяв до уваги рекомендації, зроблені в ПАРЄ, таких як скасування списків додаткових виборців і реєстрації виборців в день виборів; зниження виборчого порогу з 7% до 5%; спрощення та уточнення пов'язаних з виборами скарг і процедур оскарження;введення партійного представництва в окружних виборчих комісій. Тим не менше, ПАРЄ відзначила, що ряд інших його рекомендацій залишилися невирішеними. 
Цей період також спостерігалося значне кадрові перестановки в головних політичних гравців. 29 лютого 2008 року, помірна Республіканська партія Грузії залишила з дев'яти партій опозиційної коаліції, яка очолила антиурядових протестів в листопаді 2007 року, заявивши, що вони будуть працювати незалежно один від одного на парламентських виборах, орієнтовані головним чином помірних і тих, хто вагається виборців. З іншого боку, опозиція партія Нові праві, які дистанціювалися від демонстрацій 2007, тепер приєднався до дев'яти партій коаліції під назвою виборчого блоку Об'єднаної опозиції-Нові праві. 
Ще однією ключовою подією, яке викликало шок по всій політичній сцені Грузії 21 квітня 2008 року, була відмова від Ніно Бурджанадзе, що минає парламентського голови і союзника Саакашвілі, щоб працювати на президента під керівництвом Єдиний національний рух (ОНД) квиток, посилаючись на відсутність консенсусу в керівництві ОНД щодо списку партії. 